# Декастаннид ундекаиттрия
Декастаннид ундекаиттрия — бинарное интерметаллическое неорганическое соединение
иттрия и олова
с формулой Y11Sn10,
кристаллы.

## Получение
- Сплавление стехиометрических количеств чистых веществ:

{\displaystyle {\mathsf {11Y+10Sn\ {\xrightarrow {1600^{o}C}}\ Y_{11}Sn_{10}}}}

## Физические свойства
Декастаннид ундекаиттрия образует кристаллы
тетрагональной сингонии,
пространственная группа I 4/mmm,
параметры ячейки a = 1,153 нм, c = 1,691 нм, Z = 4,
структура типа ундекагольмийдекагермания Ho11Ge10
.
Соединение образуется по перитектической реакции при температуре 1600°C .